# Nils Jakob Hoff
Nils Jakob Skulstad Hoff, född 5 februari 1985, är en norsk roddare.
Hoff tävlade för Norge vid olympiska sommarspelen 2012 i London, där han slutade på 7:e plats i dubbelsculler.
Vid olympiska sommarspelen 2016 i Rio de Janeiro slutade Hoff på 11:e plats i singelsculler.